# Музеј града Новог Сада
Музеј града Новог Сада је основан 1954. године са циљем да прикупља, заштити, презентује и интерпретира вишеслојну и мултинационалну културну баштину са простора Новог Сада и подручја која му гравитирају. Седиште музеја се налази на Петроварадинској тврђави у згради некадашњег Арсенала.
Музеј je комплексног типа посвећен прикупљању, заштити, презентацији и интерпретацији вишеслојне и мултинационалне културне баштине са простора Новог Сада и подручја која му гравитирају.

## Одељења
- Одељење за археологију обухвата бројне предмете материјалне и духовне културе из периода праисторије, римске доминације и средњег века.
- Одељење за конзервација и рестаурацију се бави конзервацијом и рестаурацијом музејских предмета.
- Одељење за документацију и библиотека води документацију за музејске предмете кроз књигу улаза (у коју се уносе музејски предмети прибављени откупом‚ поклоном и археолошким ископавањима) и књигу излаза (у коју се евидентирају позајмице музејских предмета другим установама ради излагања и презентације).
- Одељење за етнологију прикупља, обрађује, депонује и презентује предмете материјалне и духовне културе становника Новог Сада и насеља која му гравитирају, како из Бачке тако и из Срема.
- Одељење за историју бави се сакупљањем предмета везаних за друштвену‚ економску и политичку историју града Новог Сада‚ од најстаријих времена до данашњих дана.
- Одељење за културну историју садржи збирке разноврсног карактера, са око 6000 музејских предмета који су прикупљени у последњих пет деценија.
- Одељење Завичајна галерија, настала је 1963. године у оквиру Одељења за културну историју, а статус посебног одељења у музеју добила је 1978. године.
- Просветно - педагошка служба организује и ради на реализацији облика и видова сарадње са васпитно-образовним установама на наставном плану и у ваннаставним активностима са циљем да музејски садржаји буду саставни део укупних васпитно-образовних утицаја.

## Депанданси[2]
- Седиште музеја, где се у приземљу зграде се налази стална поставка Петроварадинска тврђава у прошлости која приказује континуитет насељавања и војних утврђења на овом локалитету, од праисторије до Првог светског рата. На спрату је Студијска изложба Одељења за културну историју, где је представљен грађански живот Новог Сада од половине 18. века до друге половине 20. века. Поред стилског намештаја и предмета примењене уметности, на изложби се могу видети дела познатих уметника – Саве Шумановића, Ђорђа Јовановића, Бошка Петровића, Миленка Шербана и других.

Подземне војне галерије: Део једне од највећих атракција Петроварадинске тврђаве доступан је за посету, уз стручно вођење водичке службе Музеја града Новог Сада. Подземне војне галерије представљају комуникацијски систем на четири спрата, зидан степенасто са разноврсним коридорима и просторијама различитих намена и димензија, пушкарницама и светларницима.
- Збирка стране уметности у Дунавској улици у Новом Саду, где је изложен је део легата др Бранка Илића, који чине дела уметника Француске, Немачке, Италије и Аустрије, настала од 16. до 20. века, као и стилски намештај и предмети примењене уметности. Збирка је смештена у згради која је изграђена 1903. године по пројектима бечког архитекте Франца Воруде, у мешавини стилова неокласицизма и сецесије.
- Завичајна збирка Сремски Карловци
- Спомен збирка „Јован Јовановић Змај”, Сремска Каменица